# دهنوتل غب (مقاطعة تشرام)
دهنوتل غب (بالفارسية: دهنوتل گپ) هي قرية تقع في قسم سرفارياب الريفي (مقاطعة تشرام) في إيران. يقدر عدد سكانها بـ 35 نسمة بحسب إحصاء 2016.